# Эль-Юнке
Эль-Юнке (исп. El Yunque) — гора высотой 575 метров, расположенная в 7 километрах на запад от города Баракоа и одноимённого залива в провинции Гуантанамо на Кубе. Она имеет форму столовой горы и напоминает наковальню, благодаря чему и получила своё название (yunque — исп. наковальня).
Эль-Юнке была упомянута Христофором Колумбом в его хрониках об открытии Америк. Гора расположена между берегами рек Дуаба и Тоа, она имеет периметр длиной 1125 метров и площадь в 461 000 м²
Эль-Юнке была объявлена Национальным памятником Кубинской Национальной комиссией по памятникам 25 декабря 1979.